# Албертов Нил
Албертов Нил (Мобуту Нил) је река у Уганди која извире из Албертовог језера и тече према североистоку на дужини од око 210 км. Код града Нимуле улази у Јужни Судан одакле тече под називом Бахр ел Џабал („планинска река“). Плован је на целој дужини свога тока.